# Sjöröveriets guldålder

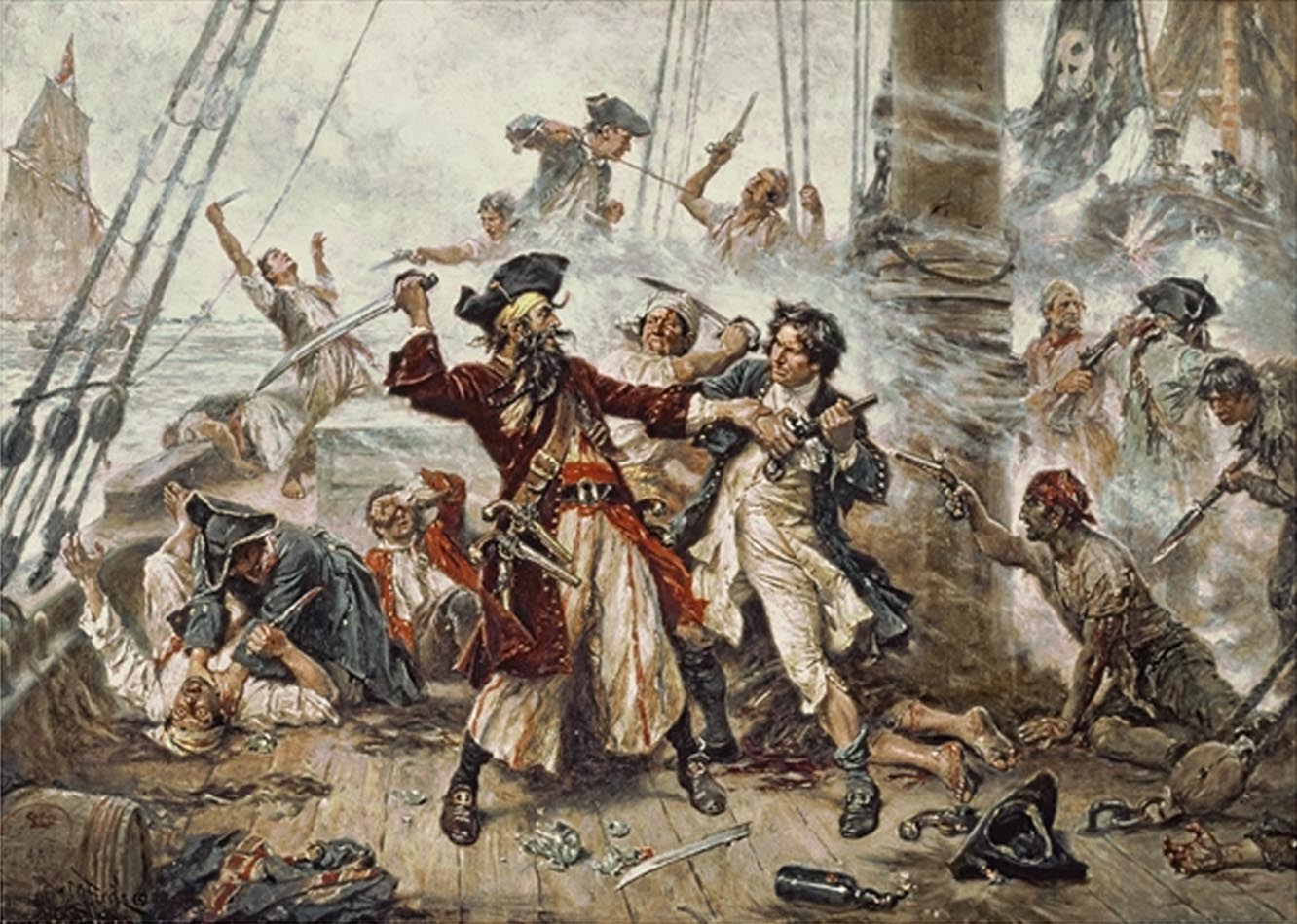
Svartskägg i strid, en ökänd sjörövare under sjöröveriets guldålder.

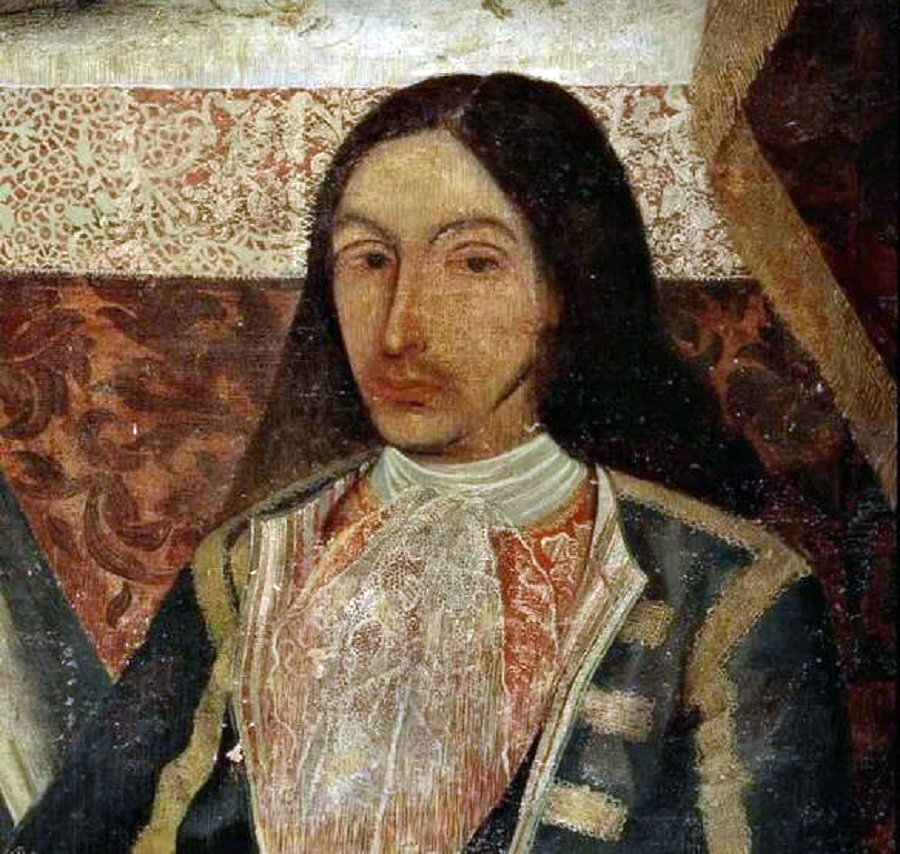
Amaro Pargo var en berömd sjörövare under sjöröveriets guldålder.

Sjöröveriets guldålder var en utmärkande period, så kallad guldålder, i sjöröveriets historia som varade mellan 1650-talet och 1730-talet när sjöröveri var en betydande faktor i Nordatlantens och Indiska oceanens sjöfart. Bland annat försiggick mycket sjöröveri i nya världen (amerikanska kontinenten) som ett resultat av otillräcklig regional kustbevakning och militär närvaro.
Eran kan indelas i tre huvudsakliga perioder:
1. Buckanjärperioden (runt 1650–1680) ― kännetecknad av anglo-franska sjömän baserade på Jamaica, Martinique och Tortuga, Haiti som attackerade spanska kolonier, och sjöfart i Karibien och östra Stilla havet till västra Stilla havet.
2. Sjörövarrutten (1690-talet) – kännetecknad av sjörövarnas långväga sjörutter (resor) från Amerika som togs för att plundra Brittiska ostindiska kompaniets mål i Indiska oceanen och Röda havet.
3. Efterkrigsperioden av det spanska tronföljdskriget (1715–1726) – då engelska sjömän och kapare lämnades arbetslösa i slutet av spanska tronföljdskriget och övergick i massor till sjörövarverksamhet i Karibien, Indiska oceanen, den nordamerikanska östkusten och den västafrikanska kusten.

Snävare definitioner av guldåldern utesluter ibland den första eller andra perioden, men de flesta inkluderar åtminstone en del av den tredje. Den moderna uppfattningen om pirater som den skildras i populärkulturen härstammar till stor del från sjöröveriets guldålder, även om den sedan dess i hög grad blivit fantiserad och mytifierad. Bland annat har boken A General History of the Pyrates(en) (1724), ett verk med hög artistisk frihet som angränsar på fanfiktion, bidragit till erans popularisering och populärkulturella myter.
Faktorer som bidrog till piratverksamhet under guldåldern inkluderade ökningen av mängder värdefulla laster som skeppades till Europa över stora havsområden, minskade europeiska flottor i vissa regioner, den utbildning och erfarenhet som många sjömän hade fått i europeiska flottor (särskilt den brittiska kungliga flottan), och korrupt och ineffektiv regering i europeiska utomeuropeiska kolonier. Kolonialmakterna vid den tiden stred ständigt med pirater och deltog i flera anmärkningsvärda slag och andra relaterade händelser.

## Historia
Sjöröveriets klassiska era inträffade under den europeiska imperialismens tid. Spanien och Portugal var de första länderna att grunda enorma kolonialvälden på andra sidan haven, främst i Amerika. I Amerika fann spanjorerna enorma rikedomar; bland annat genom att fördärva de stora indiankulturerna, grunda guldgruvor och stora plantager. De spanska städerna i nya världen växte kraftigt i rikedom under 1500-talet, och de rikedomar som transporterades hem till Spanien över havet blev lätta byten för sjörövare från främst England, Frankrike och Nederländerna. Bland tidiga sjörövare i Amerika, särskilt Karibien, kan nämnas holländaren Piet Pieterszoon Hein som plundrade utanför Kubas kust, samt Francis Drake som år 1586 plundrade Hispaniolas (nuvarande Dominikanska republiken) huvudstad och även i övrigt gjorde det spanska väldet allvarlig skada i Karibien.
Det var ett blodigt, inofficiellt krig till sjöss som utspelade sig. Spanjorerna konvojerade sina guldskepp mellan Spanien och nya världen, men sjörövarna blev allteftersom djärvare och satte själva ihop stora flottor för att attackera guldtransporterna och till och med göra räder mot de spanska städerna på öarna i Karibien och längs kusterna på det amerikanska fastlandet. Piratkriget pågick i Amerika fram till 1720-talet. Vid den tiden började kolonialmakternas militära styrka i Amerika växa; sjöfarten kunde säkras av egna reguljära militära eskadrar och det fanns inte längre någon anledning att utrusta sjörövare med kaparbrev, exempelvis. De reguljära militära styrkorna jagade slutligen bort sjörövarna från de amerikanska farvattnen.
De tidiga sjörövarna i Karibien anföll den spanska silverflottan som transporterade spanjorernas enorma byte tillbaka till Europa, och sjörövarna gjorde det som ett led i kriget mot den spanska övermakten i Europa. En av anledningarna till Spaniens krigsförklaring mot England och den spanska armadan 1588 var att en gång för alla göra slut på de engelska piraternas plundringar, så det fanns storpolitiska intressen bakom sjöröveriet. Spanjorerna såg alla utlänningar i Karibien som olagliga besökare och om utlänningar påträffades, blev de helt enkelt fängslade. Detta avskräckte dock inte, England fyllde sina skattkistor med plundrat spanskt guld, holländarna var inbegripna i frihetskrig mot Spanien och förde kriget även i nya världen, och Frankrikes hugenotter letade efter nya länder att kolonisera efter de blodiga hugenottkrigen.